# Suor Letizia
Suor Letizia es una película cómica italiana de 1956 dirigida por Mario Camerini. Para este film Anna Magnani fue premiada con su quinto Nastro d'Argento a la mejor actriz.

## Argumento
La hermana Letizia, después de haber trabajado de misionera en África, es enviada a un convento de clausura en una isla del Golfeo de Nápoles y, en el momento que llega, se compromete con éxito a obtener buenas ofertas para la venta de los terrenos del convento. Con gran habilidad, sor Letizia va más allá de la tarea que se le encomendó y se compromete a evitar el cierre del convento, y a reabrir el jardín de infantes que alguna vez tuvieron las monjas. Por lo tanto, la venta queda cancelada. 
Durante su estancia se encariña cada vez más con el pequeño Salvatore, sin padre, cuya madre planea casarse por segunda vez. Su novio, sin embargo, no tiene intención de llevar a Salvatore a la futura familia y la mujer, acorralada, finalmente decide seguir a su novio a Nápoles y dejar a Salvatore en el convento, confiándolo a la hermana Letizia. A partir de este momento, sor Letizia comienza a sentirse cada vez menos monja y cada vez más mujer y madre, deseosa de proteger al pequeño, hasta el punto de descuidar sus deberes.

## Reparto
- Anna Magnani como hermana Letizia
- Eleonora Rossi Drago como Assunta
- Antonio Cifariello como Peppino
- Piero Boccia como Salvatore
- Bianca Doria como Concetta
- Luisa Rossi como monja

## Premios y distinciones
Festival Internacional de Cine de Venecia
| Año  | Categoría        | Galardonado  | Resultado |
| ---- | ---------------- | ------------ | --------- |
| 1956 | Mención especial | Anna Magnani | Ganadora  |